# Carlos Enrique Rodríguez Arango
Pour les articles homonymes, voir Arango.
Carlos Enrique Rodríguez Arango, né à Bogota en 1949, est un sculpteur colombien.

## Travaux

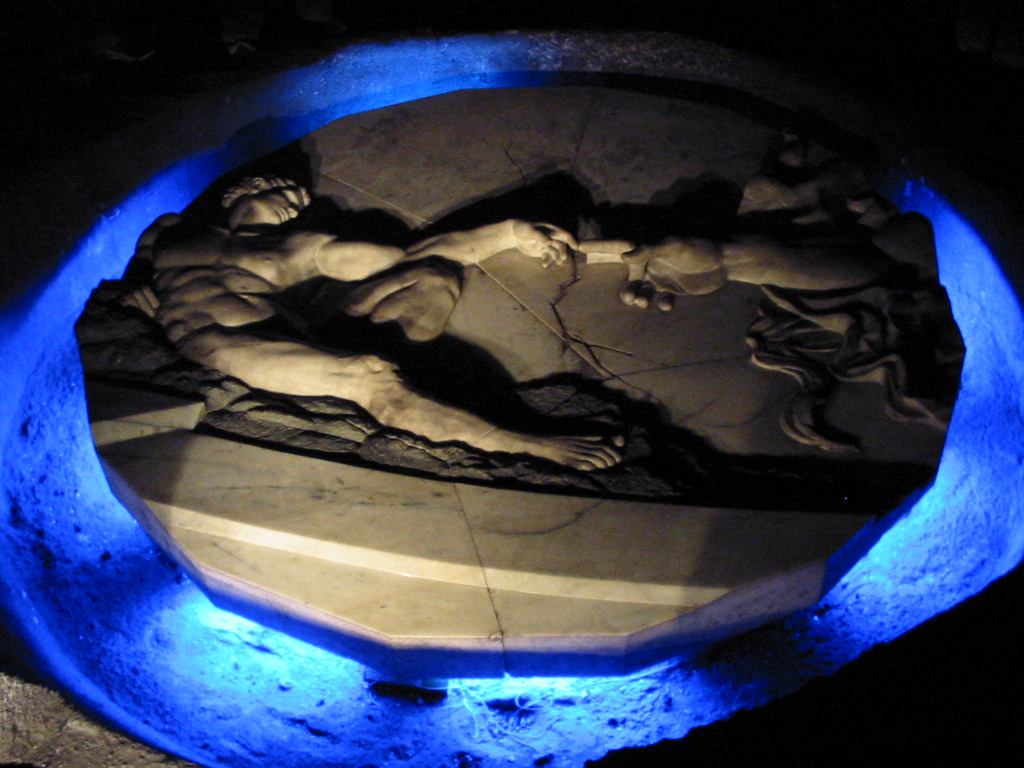
La Creación del Hombre, dans la Cathédrale de sel de Zipaquirá.

Carlos Enrique Rodríguez Arango a notamment réalisé la sculpture nommée La Creación del Hombre, située dans la Cathédrale de sel de Zipaquirá.